# プラスティック・ファング
『プラスティック・ファング』（Plastic Fang）は、アメリカのロックバンド、ジョン・スペンサー・ブルース・エクスプロージョンが2002年に発表したアルバム。

## 収録曲
1. スウィート・ァン・サワー - "Sweet n Sour"
2. シー・セイド - "She Said"
3. マネー・ロックンロール - "Money Rock'n'Roll"
4. ゲットー・マム (＊) - "Ghetto Mom"
5. アレックス (＊) - "Alex"
6. ホールド・オン - "Hold On"
7. オーヴァー・アンド・オーヴァー - "Over and Over"
8. ゼン・アゲイン・アイ・ウィル (＊) - "Then Again I Will"
9. ダウン・イン・ザ・ビースト - "Down in the Beast"
10. シェイキン・ロックンロール・トゥナイト - "Shakin' Rock'n'Roll Tonight"
11. ミッドナイト・クリープ - "The Midnight Creep"
12. ライク・ア・バット (＊) - "like a Bat"
13. キラー・ウルフ - "Killer Wolf"
14. ミーン・ハート - "Mean Heart"

- (＊)印4曲は日本盤ボーナストラック